# (Bis(trifluoroacetoxy)jood)benzeen
[Bis(trifluoroacetoxy)jood]benzeen is een hypervalente joodverbinding met als brutoformule C10H5F6IO4. De stof wordt als reagens gebruikt in de organische chemie en wordt toegepast bij bijvoorbeeld oxidaties en omleggingen.